# ORP Grom (1950)
ORP Grom — радянський есмінець проєкту 30-біс (тип «Смелий» / за класифікацією NATO «Скорий»).
Побудований на суднобудівному заводі ім І. Жданова в Ленінграді під номером верфі 606. 1 березня 1950 року було закладено кіль, 20 грудня 1950 року судно було спущено на воду.
На озброєння ВМФ СРСР надійшов 11 серпня 1952 року під найменуванням «Способный». Потім його передали в оренду Військово-морському флоту Польщі — польський прапор підняли 15 грудня 1957 року. У 1965 році його придбала Польща. Був у складі 7-ї ескадри есмінців на Оксиві. Він брав участь у візитах ввічливості, зокрема: в 1959 в Копенгаген і Брест і в 1965 в Нарвік. У 1972 році був переведений у запас і базувався у Свіноуйсьце. Остаточно знятий з експлуатації у квітні 1973 року, частково розібраний прибл. 1977 і затонув біля порту Хель як частина хвилерізу. Його бортові номери були: «53» і (з 1960 року) «273».